# 南托
南托（義大利語：Nanto），是意大利威尼托大区维琴察省的一个市镇。总面积14平方公里，人口3009人，人口密度214.9人/平方公里（2009年）。国家统计（ISTAT）代码为024071。